# Specie oportunistă
Specia oportunistă în ecologie este o specie care poate exploata rapid noi resurse pe măsură ce acestea apar, de exemplu, prin colonizarea rapidă a unui nou mediu, folosind hrană și alte resurse înainte ca alte organisme să fie stabilite și să poată concura. Asemenea specii prezintă în mod caracteristic selecție r. (selecție r = un tip de selecție care favorizează organismele cu un potențial biotic ridicat). 